# Katapultstol

Användning av en modern raketstol i en F-16

En katapultstol är en äldre typ av räddningsanordning i militära flygplan.
Katapultstolen drevs av en krutladdning vilket gav en mycket hård acceleration vid utskjutning. Prestandan krävde en minimihöjd för att fungera säkert och ge tid för en fallskärm att veckla ut sig. I nya flygplan finns i stället en raketstol, vilken fungerar även om flygplanet står stilla på marken. En raketstol har samma acceleration i startskedet då där finns en stolkanon som i katapultstolarna. Därefter tar raketdriften vid och ger de bättre prestanda som önskas dessutom en betydligt mjukare acceleration, vilket är skonsammare för ryggraden. Subjektivt märker dock piloten inte någon skillnad i belastning mellan de två systemen
Saab 21 blev med sin skjutande propeller 1943 ett av världens första serietillverkade flygplan med katapultstol som standard. Det allra första var Heinkel He 219, som flög första gången 1942. Första patentet innehas av brittiska Martin-Baker.

### Fotnoter
1. ↑  ”J 21A, SAAB 21”. Flygvapenmuseum. Arkiverad från originalet den 4 mars 2016. https://web.archive.org/web/20160304233811/http://www.flygvapenmuseum.se/Samlingar/Foremal/Flygplan/Utstallda-flygplan/Flygplan-fran-beredskapstiden/J-21A-Saab-21/. Läst 9 september 2015.